# Коул-Сіті (Іллінойс)
Коул-Сіті (англ. Coal City) — селище (англ. village) в США, в округах Ґранді і Вілл штату Іллінойс. Населення — 5705 осіб (2020).

## Географія
Коул-Сіті розташований за координатами 41°16′47″ пн. ш. 88°16′40″ зх. д. / 41.27972° пн. ш. 88.27778° зх. д. (41.279829, -88.277851).  За даними Бюро перепису населення США в 2010 році селище мало площу 12,94 км², з яких 12,70 км² — суходіл та 0,24 км² — водойми. В 2017 році площа становила 13,85 км², з яких 13,61 км² — суходіл та 0,24 км² — водойми.

## Демографія
Згідно з переписом 2010 року, у селищі мешкало 5587 осіб у 2162 домогосподарствах у складі 1505 родин. Густота населення становила 432 особи/км².  Було 2306 помешкань (178/км²).
Расовий склад населення:
| - 96,9 % — білих - 0,3 % — чорних або афроамериканців - 0,3 % — азіатів - 0,2 % — корінних американців - 1,2 % — осіб інших рас |

До двох чи більше рас належало 1,1 %. Частка іспаномовних становила 4,7 % від усіх жителів.
За віковим діапазоном населення розподілялося таким чином: 26,9 % — особи молодші 18 років, 62,3 % — особи у віці 18—64 років, 10,8 % — особи у віці 65 років та старші. Медіана віку мешканця становила 34,6 року. На 100 осіб жіночої статі у селищі припадало 102,3 чоловіків;  на 100 жінок у віці від 18 років та старших — 97,5 чоловіків також старших 18 років.
Середній дохід на одне домашнє господарство  становив 77 204 долари США (медіана — 64 659), а середній дохід на одну сім'ю — 87 530 доларів (медіана — 81 616). За межею бідності перебувало 6,7 % осіб, у тому числі 3,6 % дітей у віці до 18 років та 10,8 % осіб у віці 65 років та старших.
Цивільне працевлаштоване населення становило 3016 осіб. Основні галузі зайнятості: освіта, охорона здоров'я та соціальна допомога — 31,7 %, виробництво — 12,4 %, транспорт — 9,2 %, будівництво — 8,9 %.